# Departamento de Zonda
Departamento de Zonda är en kommun i Argentina.   Den ligger i provinsen San Juan, i den centrala delen av landet, 1 000 km väster om huvudstaden Buenos Aires. Antalet invånare är 4 050. Arean är 2,9 kvadratkilometer.
Terrängen i Departamento de Zonda är lite kuperad.
Omgivningarna runt Departamento de Zonda är i huvudsak ett öppet busklandskap. Trakten runt Departamento de Zonda är nära nog obefolkad, med mindre än två invånare per kvadratkilometer.